# Abitibi River
Der Abitibi River ist ein Fluss im nordöstlichen Ontario in Kanada.

## Flusslauf
Der Abitibi River fließt vom See Lake Abitibi in nordwestlicher Richtung und mündet in den Moose River, der zur James Bay fließt. Der Abitibi River hat – gemessen vom Ende des Lac Loïs – eine Länge von etwa 540 km.
Der Fluss bildete früher eine wichtige Route im Pelzhandel der Hudson’s Bay Company.
Heutzutage bildet die Holz- und Papierindustrie einen wichtigen Faktor in der stark bewaldeten Region, durch welche der Abitibi River fließt.
Der Abitibi River fließt an der Stadt Iroquois Falls vorbei, welche nach den nahegelegenen Wasserfällen am Fluss benannt wurde.

## Nebenflüsse
- Little Abitibi River
- Frederick House River
- Black River

## Wasserkraftwerke
Am Abitibi River befinden sich mehrere Wasserkraftwerke, welche von AbitibiBowater und von Ontario Power Generation (OPG) betrieben werden.
In Abstromrichtung sind dies:
| Name           | Fertig- stellung | Leistung [MW] | Anzahl Turbinen | hydraul. Potential [m] | Betreiber      |
| -------------- | ---------------- | ------------- | --------------- | ---------------------- | -------------- |
| Twin Falls     | 1922/2009        | 24            | 5               | 16                     | AbitibiBowater |
| Iroquois Falls | 1914/2002–2004   | 30            | 12              | 13                     | AbitibiBowater |
| Island Falls   | 1925/1996        | 40            | 4               | 20,5                   | AbitibiBowater |
| Abitibi Canyon | 1933–1959        | 349           | 4               | n/a                    | OPG            |
| Otter Rapids   | 1961–1963        | 182           | 4               | n/a                    | OPG            |